# Добри Немац
Добри Немац (енгл. The Good German) је амерички филм из 2006. редитеља Стивена Содерберга. Био је номинован за Златног медведа и Оскар за најбољу музику.

## Улоге
| Глумац           | Улога            |
| ---------------- | ---------------- |
| Џорџ Клуни       | Џејкоб Гајзмeр   |
| Кејт Бланчет     | Лена Брaнт       |
| Тоби Магвајер    | Патрик Тали      |
| Бо Бриџиз        | пуковник Милер   |
| Равил Исјанов    | генерал Сикорски |
| Кристијан Оливер | Емил Брант       |
| Лиланд Орсер     | Берни Тајтел     |